# 義芳居古厝
25°00′42″N 121°32′51″E / 25.011679°N 121.547429°E
義芳居古厝，是位於臺灣臺北市大安區青峰里、臺灣大學保留地的三合院，居民為避免被臺灣大學徵收拆除而主動提報為古蹟，現為直轄市定古蹟。

## 由來與建身
清治時期，大加蚋堡下內埔地區，是泉州府安溪縣籍民的墾拓地。在艋舺經營芳蘭記的陳振師（陳文俊），率領族人到下內埔，即今天基隆路、辛亥路一帶的青峰里為核心買地墾田，因此，後人便以其商號為該地區之名。陳振師先在嘉慶八年（1803年）建立芳蘭大厝，由其長子後代所居。光緒二年（1876年），陳朝來在今日的下內埔段三九二地號建立三合院，橫額題「義芳居」，落款為「丙子年」。
義芳居面積六百二十坪，建積二百五十坪。坐東南朝西北，背倚芳蘭山，坐山面水，正廳中央合退凹，中開石框大門。正身及護龍的牆壁皆為堅固的甓所築，外塗石灰。牆身基部由沙岩大塊石條砌成，上部空牛磚砌，方形及圓形漏窗左右各一。磚塊為顏只磚，大都來自福建。較諸一般古厝窗戶多用木材，窗子採用的石材是新店、景美一帶的砂岩。正廳和左右護龍屋頂採用硬山式的燕尾翹脊，上覆以青瓦。雙護龍則採馬背平脊，屋瓦為青黑色仰合瓦。臺灣師範大學歷史系王啟宗教授表示，義芳居與北臺灣地區安溪籍先民所建的宅地，如臥龍街義德居、深坑黃氏永安居類似，是光緒年間臺灣地區安溪厝的典型代表。
台北盆地早期聚落以散村為主，為提高家居安全，個別的居住單位設有獨立的空間防禦體系，像該屋就建有三座槍樓，但今日僅存一座位於右側外護龍。根據研究，可屈膝射擊的銃眼有廿四個，在建築物四周形成嚴密的火網，反映當時下內埔的社會治安狀況。日治時代的研究報告中，義芳居被認為是相當典型的農村實例，尤其建物的防禦火網構成深受矚目。
義芳居為陳振師三子後代所居，有一脈往不遠處建立玉芳居。因繁衍眾多，義芳居空間日漸不敷使用，因此外護龍有加建情形，左護龍室內空間為因應現代居住環境，地坪改為瓷磚，並加設天花板，但基本格局仍然維持相當完整。

## 保存與修復
芳蘭大厝、玉芳居、義芳居，並稱「芳蘭三塊厝」。這三屋位於台灣大學校地保留地，玉芳居先遭臺大徵收建立學生宿舍（男七舍）而拆除。1987年，陳家在台第九代子孫陳炳良，為保護祖屋，主動提出讓義芳居成為古蹟。1988年5月16日，經請文獻專家林衡道、淡江大學教授周宗賢、建築師楊仁江會勘後，台北市政府首長會報通過將義芳居及芳蘭大厝列為古蹟，並報請內政部審定。但內政部至次年遲未有回音，加上台灣大學委託臺北市政府工務局對義芳居、芳蘭大厝進行拆遷補償費用估驗、原本代居民力爭的周陳阿春、許文龍市議員，皆因榮星案在押，此舉引起居民嚴重恐慌、產生繪聲繪影的流言。1989年8月2日，內政部的台閩地區古蹟評鑑會議，除討論勸業銀行舊廈保存爭議外，增列義芳居、萬山岩雕為第三級古蹟。同年，8月18日，公告義芳居為第三級古蹟。
1993年6月，由於厝內仍有四五戶陳氏子孫居住其內，電冰箱、電視機、冷氣機等日常電器製品眾多，造成電力負載量過大發生電線走火，造成屋頂形成一個1公尺見方的大破洞，和幾個30、40公分的小洞、瓦壁剝落。此外，前埕原為砂岩石塊的鋪面，因砂岩本身質地鬆軟易於風化及受損，加上住戶將其當成停車空間，以致地坪嚴重損壞、凹凸不平。1994年，先進行正身右次間的緊急修護工程。1995年12月6日，台北市政府民政局審查通過第二階段修護案，由李乾朗負責規劃。1997年7月11日，第三期工程開工，以六百多萬元修復房舍正身右護龍內外及前埕，由民政局長副局長鍾則良主持開工典禮。
修護後，部分木門被住戶改裝成現代化鐵門，窗戶外面則加裝冷氣機，原用來防禦外敵的槍孔被充作裝有線電視纜線的小孔。甚至有住戶將之作為強盜集團的落腳處，在屋內設立好幾處暗門，以躲避警方查緝。此外，古厝右護龍增建浴室及廚房，民政局一直有意拆除改善，但現住戶認為為日常民生所必需，因此反對拆除。
義芳居前方新建道路的路面和排水溝，墊高地基竟比義芳居高出50公分，加上後方丘陵地勢，一下雨，義芳居就會淹水。一旁的台大農場園藝分場溫室新建工程墊高地基，更讓義芳居成地理相對低點。
2001年10月23日，議員厲耿桂芳邀文化局官員、學者會勘義芳居，見到義芳居的標識牌被棄置在地，古蹟安裝現代設備，讓到場的學者米復國、閻亞寧、胡寶林等人看了都臉色凝重。2003年7月1日，厲耿桂芳與都發局副局長脫宗華等會勘，義芳居依然暗淡頹圯，電線和開關裸露在外，破壞古蹟原有外貌。2004年5月13日，厲耿桂芳再邀文化局長廖咸浩、台灣大學總務長陳振川與居民會勘，發現屋樑的花飾凋落，右護龍內雜亂不堪。2012年10月30日，厲耿桂芳又會勘，發現前一年北市文化局補助修繕完的屋樑，被丟棄在廳堂中，正堂牆面滿佈電線、鐵皮雨棚，兩側外牆還搭配鐵皮雨棚。